# مايكل هوليفيلد
مايكل هوليفيلد (بالإنجليزية: Michael Holyfield)‏ مواليد 18 نوفمبر 1992 في ألباكركي، هو لاعب كرة سلة أمريكي. بدأ مسيرته الاحترافية في سنة 2015. يلعب مع إلوارا هوكز في الدوري الأسترالي لكرة السلة كلاعب وسط. يحمل الرقم 55.

## المسيرة الاحترافية
لعب مع آيوا إنرجي في موسم 2015–2016، ثم لعب مع لوس أنجلوس ديفيندرز في سنة 2016، ثم لعب مع إلوارا هوكز في الدوري الأسترالي في سنة 2016.

## روابط خارجية
- مايكل هوليفيلد على موقع الدوري التايواني الممتاز لكرة السلة (الصينية)
- مايكل هوليفيلد على موقع دوري السوبر التايواني لكرة السلة (الصينية)
- مايكل هوليفيلد على موقع سبورتس رفرنس (الإنجليزية)
- مايكل هوليفيلد على موقع كرة السلة الأوروبية.كوم (الإنجليزية)
- مايكل هوليفيلد على موقع كلية كرة السلة في سبورتس رفرنس.كوم (الإنجليزية)
- مايكل هوليفيلد على موقع ريلجم (الإنجليزية)
- مايكل هوليفيلد على موقع بروبوليرز (الإنجليزية)
- مايكل هوليفيلد على موقع سبورتس رفرنس (الإنجليزية)
- مايكل هوليفيلد على موقع سبورتس رفرنس (الإنجليزية)